# Achsel
L'Achsel est une montagne qui s’élève à 2 851 m d’altitude dans les Hohe Tauern, en Autriche.
Elle est située sur la commune de Prägraten am Großvenediger, du district de Lienz, dans le Tyrol, sur la crête orientale du Hohes Kreuz.